# Derarimus calamei
Derarimus calamei es una especie de coleóptero de la familia Anthicidae.

## Distribución geográfica
Habita en Malasia.